# 小汪清抗日游击根据地
小汪清抗日游击根据地，又名马村抗日游击根据地，位于中国吉林省汪清县东光镇东林村，为一个省级文物保护单位，类型为近现代史迹及代表性建筑，公布时间为1987年10月20日。该文物保护单位由汪清县文物管理所管理。
小汪清抗日游击根据地的历史年代为1932-1934年。